# Битва у горы Кита
Битва у горы Кита произошла 16 мая 1809 года между французской и австрийской армиями, и стала первой из серии французских побед, выведших из тупика ситуацию на Далматинском фронте во время войны Пятой коалиции.

## Боевые действия
Перед генералом Мармоном, командующим Армией Далмации, стояла цель продвинуться на север, и соединиться сперва с Итальянской армией принца Эжена, а затем с основной армией Наполеона на Дунае.
Перед австрийским генералом фон Стоичевичем был поставлен малоосуществимый список задач. И если цель сдержать Мармона в Далмации была достижима, но после этого ему было приказано начать вторжение в Далмацию, несмотря на то, что французы превосходили его и численностью и опытом.
Поначалу австрийцы справились на удивление хорошо. В конце апреля они продвинулись через границу между австрийской Хорватией и Далмацией и захватили ключевые мосты через реку Зрманя, в том числе мост в Кравиброде на восточном конце границы. Мармон начал контратаку 30 апреля, атаковав австрийские позиции у Кравиброда и вокруг горы Кита, но обе атаки провалились. После недельной паузы 9 мая возобновили наступление австрийцы, но и их операция закончилась неудачей.
Теперь до Мармона дошли новости о том, что принц Эжен оправился от своего раннего поражения при Сачиле и продвигается на северо-восток через Италию. Это убедило Мармона в том, что пора начинать новое наступление. На этот раз он решил сосредоточить свои усилия против австрийского левого фланга в районе Кравиброда и горы Кита. Его цель состояла в том, чтобы оттеснить австрийцев от позиции на горе Кита, затем продвинуться через возвышенность к востоку от долины Зрманя, которая тянется к северу от Кравиброда, прежде чем повернуть на запад, чтобы достичь Грачаца.
План полностью удался. Дивизия Монришара прижала австрийцев к Кравиброду, а дивизия Клозеля оттеснила их от горы Кита. Затем французы продвинулись через возвышенность к северу от горы, обогнув с фланга австрийскую оборону в долине Зрманя. Стоичевич попытался восстановить положение, лично возглавив две резервные роты и поведя их в наступление по крутым восточным склонам долины. Когда они достигли плато, австрийцы были атакованы французской кавалерией, дрогнули и побежали. Французы взяли несколько сотен пленных, в том числе и самого Стоичевича. Командование оставшимися австрийскими силами перешло к оберсту Матиасу Фрайхерру Ребровичу фон Разбою. Он отступил обратно в Грачац и приготовился защищать город.